# The Fable of Flora and Adolph and a Home Gone Wrong
The Fable of Flora and Adolph and a Home Gone Wrong è un cortometraggio muto del 1916 diretto da Richard Foster Baker.
Il soggetto è tratto da una storia dello scrittore George Ade.

## Produzione
Il film fu prodotto dalla Essanay Film Manufacturing Company.

## Distribuzione
Distribuito dalla General Film Company, il film - un cortometraggio di una bobina conosciuto anche con il titolo The Story of Flora and Adolph and a Home Gone Wrong - uscì nelle sale cinematografiche USA il 26 gennaio 1916.